# Scat
Scat er inden for musikken en måde at synge på, hvor sangeren improviserer en melodi, som ved instrumentalsoloer. Teksten improviseres også og består som regel af vrøvlestavelser som f.eks. Bee, Ba, Boo, og Bæ. Scat er meget brugt i f.eks. jazz.
Den ældst kendte scat sang er Gene Greenes King Of The Bungaloos fra 1911, men det menes, at han havde ideen fra en pianist ved navn Ben Harney. Senere er også Louis Armstrong blevet krediteret for at have opfundet scat, men det kan altså spores længere tilbage.

## Kendte scat-sangere
- Richard Boone
- Gene Greene
- Cliff Edwards
- Louis Armstrong
- Bing Crosby
- Dizzy Gillespie
- Ella Fitzgerald
- Sammy Davies Jr.
- Freddie Mercury
- Scatman John
- Chaka Khan
- Bobby McFerrin
- Al Jarreau
- Sivuca